# Living with Yourself
Living with Yourself è una serie televisiva statunitense del 2019 ideata da Timothy Greenberg e diretta da Jonathan Dayton e Valerie Faris.
La prima e unica stagione, composta da 8 episodi, è stata distribuita su Netflix dal 18 ottobre 2019.

## Trama
Miles Elliott è scontento della sua esistenza, così decide di prestarsi a un misterioso esperimento, salvo poi scoprirne le conseguenze e venire sostituito da una "versione migliore" di se stesso, con la quale risulta costretto a convivere.

## Episodi
| Stagione       | Episodi | Pubblicazione USA | Pubblicazione Italia |
| -------------- | ------- | ----------------- | -------------------- |
| Prima stagione | 8       | 2019              | 2019                 |

## Promozione
Il teaser trailer ufficiale della serie è stato distribuito a partire dal 16 settembre 2019.